# Place de la Liberté (Taipei)
Pour les articles homonymes, voir Place de la Liberté.
La place de la Liberté (chinois traditionnel : 自由廣場 ; pinyin : Zìyóu guǎngchǎng ; anglais : Liberty Square) est une place publique de Taipei située dans le district de Zhongzheng, à Taïwan.

## Situation et accès
Située dans le district de Zhongzheng de la ville de Taipei, la place de la Liberté est entourée par le mémorial de Tchang Kaï-chek à l'est depuis 1980, le Théâtre national et la Salle de concert nationale depuis 1987, respectivement au sud et au nord,. Trois de ses points d'entrées sont surmontés par des païfangs, arches typiques de l'architecture chinoise. La principale, la Gate of Great Centrality and Perfect Uprightness (chinois traditionnel : 大中至正), sert d'entrée sur la Zhongshan South Road. Les deux autres, plus modestes, la Gate of Great Loyalty (chinois traditionnel : 大忠門) et la Gate of Great Piety (chinois traditionnel : 大孝門), entourent la première respectivement au nord et au sud. Un jardin public et des remparts encadrent également la place.

## Présentation
S'étendant sur 250 000 m2, la place est utilisée pour des rassemblements ou des manifestations. Le plus fameux des festivals organisés est la fête des lanternes, célébration du Nouvel An chinois. Elle a également par exemple accueilli en 2014 un ralliement en soutien aux manifestations à Hong Kong, ou encore en 2015 une veillée en hommage aux victimes des attentats de janvier en France.

## Historique

### Place du mémorial de Tchang Kaï-chek
La place est imaginée dans les années 1970 par l'architecte Yang Cho-cheng (en), comme un hommage à Tchang Kaï-chek, président de la république de Chine. Le terrain choisi est une ancienne propriété de l'armée de la république de Chine. Le square est ouvert en 1975, l'année de la mort du chef d'État, sous le nom de Presidential square ou place présidentielle. La proximité du palais présidentiel encourage les autorités à utiliser la place publique pour organiser des cérémonies officielles.
Peu après son ouverture, la place devient rapidement le lieu de rassemblements et de démonstration pour le public. Plusieurs mouvements pro-démocratiques et manifestations étudiantes s'y déroulent durant les années 1980.

### Place de la Liberté
Le mouvement étudiant des Lys sauvages (en) de 1990 entraîne les premières élections populaires la décennie suivante. Cet élan de démocratisation conduit au renommage de la Presidential square en 2006 en Liberty square ou place de la Liberté, alors que l'inscription en mandarin de la Gate of Great Centrality and Perfect Uprightness est changée pour afficher le nouveau nom de l'espace public.